# Tata Aria
El Tata Aria es un vehículo utilitario deportivo fabricado por Tata Motors de la India. Se presentó el 5 de enero de 2010 en el Auto Expo de Delhi, y se lanzó al mercado el 12 de octubre de 2010. Su precio de partida se fijó en 10,4 lakhs (unos 16.000 dólares). Se basaba en el prototipo Tata Xover presentado en el Salón del Automóvil de Ginebra de 2006. La denominación Tata Aria también se empleó en una serie de prototipos presentados por Tata Motors en el Salón de Ginebra en el año 2000.
Fue reemplazado por el Tata Hexa, un modelo con un nuevo exterior e interiores revisados que se lanzó con un motor diésel Varicor 400 de 2,2 litros con la opción de transmisión manual y automática, y un consumo de combustible de 12 kilómetros por litro (8,3 L/100 km).

## Características

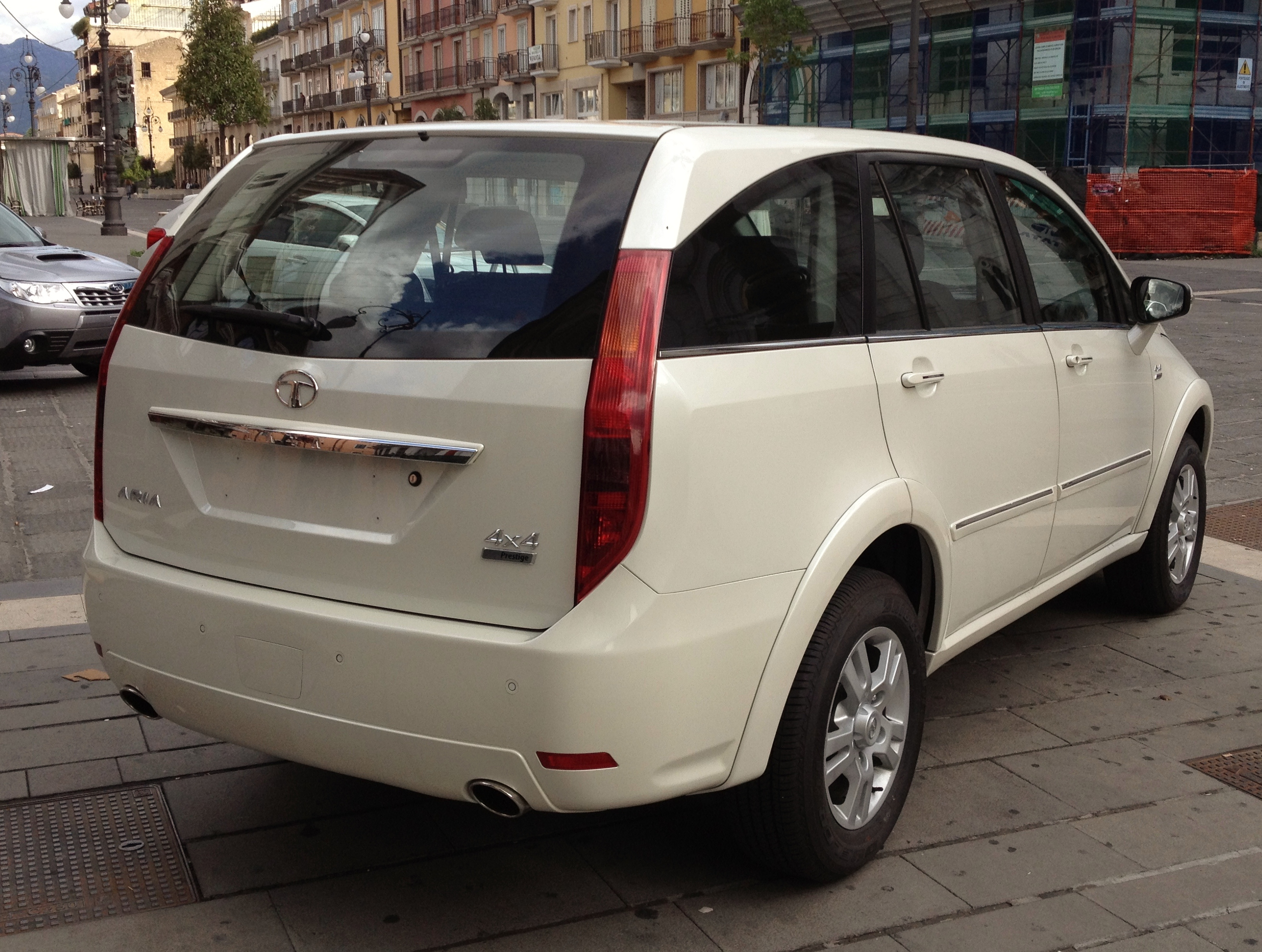
Vista trasera

El Tata Aria es una combinación de monovolumen, sedán y vehículo utilitario deportivo. Presentaba una disposición de asientos de tres filas y características como sonido envolvente 3D, luces de techo con atenuación, GPS integrado en el tablero de instrumentos, sistema de información y entretenimiento, volante multifuncional, aire acondicionado dual con climatización y control de velocidad automático. Las características de seguridad incluían 6 bolsas de aire, sistema antibloqueo de ruedas (ABS) y control de estabilidad (ESP). El bastidor del chasis disponía de elementos hidroformados avanzados, una caja de carrocería rígida y una dirección plegable de doble zona.
Tata Motors diseñó el Aria en colaboración con su subsidiaria Jaguar Land Rover (JLR). Estaba pensado para los mercados indios e internacionales, de forma que el vehículo se configuró cumpliendo con los estándares de seguridad europeos.
Sus características pioneras en el segmento para el mercado indio incluyeron faros de xenón con haz de proyección, espejos retrovisores exteriores eléctricos ajustables y plegables, llantas de aleación con corte de diamante, configuraciones de asientos 2+2+3 (7 plazas) y 2+3+3 (8 plazas) con plegado plano de la tercera fila, sistema de navegación GPS con pantalla táctil, climatizador automático de doble zona HVAC, limpiaparabrisas delanteros automáticos con sensor de lluvia, faros delanteros automáticos con sensor de luz, sensores de proximidad traseros, sistema de información para el conductor, controles telefónicos en el volante y sistema de audio con seis altavoces. Sus características de seguridad incluían seis bolsas de aire SRS (dos frontales y cuatro laterales de cortina), sistema de frenos antibloqueo (ABS) con distribución eléctrica de la fuerza de frenado (EBD), programa de estabilidad electrónico (ESP) con un sistema de control de tracción (TCS), frenos de disco ventilados delanteros y frenos de disco traseros no ventilados.

## Chasis, motor y transmisión
El diseño exterior de este vehículo era típico de un SUV crossover, con una carrocería sobre chasis de acero galvanizado, con capacidad para acomodar: un compartimiento del motor delantero; y el compartimiento principal con tres filas de asientos y un maletero de 300 litros con un portón con bisagras en la parte superior y plegado plano de la tercera fila de asientos para aumentar el espacio del maletero. La carrocería tenía cinco puertas. El acceso a la tercera fila se lograba abatiendo un asiento de la segunda fila o pasando por el pasillo central entre los dos asientos de la segunda fila, en la variante de 2+2+3 asientos. La variante de 2+3+3 asientos presentaba un plegado 2:3 del banco central.
El Aria contaba con un motor diseñado internamente por Tata Motors. Denominado 2.2L Varicor, era un motor diésel de raíl común con una configuración de 4 cilindros en línea, equipado con un turbocompresor de geometría variable con intercambiador de calor. El motor tenía una potencia máxima de 150 PS (110 kW) a 4000 rpm, con un par máximo de 320 N·m, a 1700 rpm. Estaba acoplado con una transmisión manual de 6 velocidades, con tracción en las cuatro ruedas y variantes de tracción en dos ruedas. La variante de tracción en las cuatro ruedas presentaba un cambio sobre la marcha entre 4x4, 4x2 y tres diferenciales de deslizamiento.

## Especificaciones
| Velocidad máxima           | 170 km/h (106 mph)                                               |
| 0 a 100 km/h (62 mph)      | 14.92 s                                                          |
| Tipo de motor              | Common-rail Diésel                                               |
| Cilindrada                 | 2179 cc                                                          |
| Potencia                   | 150 CV (110 kW; 148 HP) a 4000 rpm                               |
| Par motor                  | 320 N·m (236 lb·pie) a 1700 rpm                                  |
| Árbol de levas             | DOHC                                                             |
| Configuración de cilindros | 4 en línea                                                       |
| Carburante                 | Diésel                                                           |
| Alimentación               | Turbocompresor de geometría variable con intercambiador de calor |
| Radio de giro mínimo       | 5,6 metros                                                       |
| Ruedas                     | 6.5Jx17                                                          |
| Neumáticos                 | 235/65 R 17, 104 V                                               |
| Distancia al suelo         | 205 mm / 8,07 pulgadas                                           |

## Prototipos Tata Aria

### Tata Aria
En 2000, Tata Motors exhibió un cupé descapotable de dos plazas, llamado TATA Aria, en el Salón del Automóvil de Ginebra. Este automóvil estaba construido sobre la misma plataforma que el TATA Indica, y se propuso que fuera propulsado por un motor de 140 hp.

### Tata Aria Cupé
Este coche se basaba en el concepto TATA Aria. Se propuso que el TATA Aria Cupé fuera propulsado por un motor de gasolina de 1,6 a 2,0 litros y fue diseñado en Italia.